# Elaphrus cicatricosus
Elaphrus cicatricosus is een keversoort uit de familie van de loopkevers (Carabidae). De wetenschappelijke naam van de soort is voor het eerst geldig gepubliceerd in 1848 door Le Conte.